# Віміозу
Віміо́зу (порт. Vimioso; МФА: [vɨ.mi.ˈo.zu], Виміо́зу) — муніципалітет і містечко в Португалії, в окрузі Браганса. Розташований у північно-східній частині країни, на теренах історичної португальської провінції Трансмонтана. Належить до Брагансько-Мірандської діоцезії Католицької церкви в Португалії. Права міського самоврядування має з 1516 року. Поділяється на 10 парафій. За адміністративним поділом, чинним до 1976 року, був складовою провінції Трансмонтана і Верхнє Дору. Площа муніципалітету — 481,59 км², населення муніципалітету — 4669 ос. (2011); густота населення — 9,69 осіб/км²
. Патрон — святий Вікентій. Святковий день муніципалітету — 10 серпня. Поштовий індекс — 5230.  Код місцевої адміністративної одиниці — 0411. Складова статистичного регіону Північ.

## Географія
Віміозу розташоване на північному сході Португалії, на північному сході округу Браганса, на португальсько-іспанському кордоні.
Містечко розташоване за 31 км на південний схід від міста Браганса.
Віміозу межує на півночі з Іспанією, на сході — з муніципалітетом Міранда-ду-Дору, на півдні — з муніципалітетом Могадору, на заході — з муніципалітетом Маседу-де-Кавалейруш, на північному заході — з муніципалітетом Браганса.

## Історія
1516 року португальський король Мануел I надав Віміозу форал, яким визнав за поселенням статус містечка та муніципальні самоврядні права.

## Населення
| Кількість мешканців | Кількість мешканців | Кількість мешканців | Кількість мешканців | Кількість мешканців | Кількість мешканців | Кількість мешканців | Кількість мешканців | Кількість мешканців | Кількість мешканців | Кількість мешканців | Кількість мешканців | Кількість мешканців | Кількість мешканців | Кількість мешканців |
| ------------------- | ------------------- | ------------------- | ------------------- | ------------------- | ------------------- | ------------------- | ------------------- | ------------------- | ------------------- | ------------------- | ------------------- | ------------------- | ------------------- | ------------------- |
| 1864                | 1878                | 1890                | 1900                | 1911                | 1920                | 1930                | 1940                | 1950                | 1960                | 1970                | 1981                | 1991                | 2001                | 2011                |
| 9 608               | 10 295              | 10 770              | 11 086              | 12 076              | 10 457              | 11 484              | 12 507              | 13 210              | 12 782              | 9 759               | 8 500               | 6 323               | 5 315               | 4 669               |

## Парафії
- Алгозу
- Ангейра
- Аргозелу
- Авеланозу
- Вале-де-Фрадеш
- Вілар-Секу
- Віміозу
- Касарелюш
- Кампу-де-Вібораш
- Карсан
- Матела
- Пінелу
- Сантулян
- Ува